# 岩内郵便局
岩内郵便局（いわないゆうびんきょく）は、北海道岩内郡岩内町にある郵便局。民営化前の分類では集配普通郵便局であった。

## 概要
住所：〒045-8799 北海道岩内郡岩内町高台180-2
民営化直前の集配業務再編において、多くの集配普通郵便局は統括センターとなったが、当局は配達センターとされたため、民営化後も郵便事業株式会社の支店は併設されず、集配センターが併設された。

### 分室
分室はなし。過去に存在した分室は以下のとおり。
- 保険分室 - 1950年（昭和25年）に廃止。

## 沿革
- 1872年（明治5年）旧3月 - 岩内郵便取扱所として開設[1]。
- 1875年（明治8年）1月1日 - 岩内郵便局（五等）となる。
- 1885年（明治18年） - 為替・貯金取扱を開始。
- 1892年（明治25年）2月16日 - 岩内郵便電信局となる。
- 1903年（明治36年）4月1日 - 通信官署官制の施行に伴い岩内郵便局となる。
- 1950年（昭和25年）12月17日 - 保険分室を廃止[2]。
- 1956年（昭和31年）10月21日 - 電話通話および和文電報受付事務の取扱を開始。
- 1977年（昭和52年）11月21日 - 岩内町字清住から同町字高台に移転。
- 2000年（平成12年）8月14日 - 外国通貨の両替および旅行小切手の売買に関する業務取扱を開始。
- 2007年（平成19年）3月19日 - 発足郵便局、小沢郵便局、前田郵便局から集配業務を移管[3]。
- 2007年（平成19年）10月1日 - 民営化に伴い、併設された郵便事業倶知安支店岩内集配センターに一部業務を移管。
- 2012年（平成24年）10月1日 - 日本郵便株式会社の発足に伴い、郵便事業倶知安支店岩内集配センターを岩内郵便局に統合。
- 2019年（平成31年）4月1日 - 単独マネジメント局移行に伴い、倶知安郵便局の管轄から岩内郵便局の単独管轄に移行（ただし旧郵便事業支店のように「ゆうゆう窓口」は復活せず、再配達や集荷の依頼は引き続き倶知安郵便局経由となる）。

## 取扱内容
- 郵便、印紙、ゆうパック、内容証明
- 貯金、為替、振替、振込、国際送金、外貨両替・トラベラーズチェック、国債、投資信託
- 生命保険、バイク自賠責保険、自動車保険
- ゆうちょ銀行ATM
- 岩内郡岩内町内および同郡共和町内の集配業務

## 周辺
- 岩内町役場
- 岩内警察署
- 国道229号

## アクセス
- 北海道中央バス 岩内バスターミナル、もしくはニセコバス 神社通停留所下車
- 駐車場あり：6台